# Penicillium mimosinum
Penicillium mimosinum är en svampart som beskrevs av A.D. Hocking 1980. Penicillium mimosinum ingår i släktet Penicillium och familjen Trichocomaceae.   Inga underarter finns listade i Catalogue of Life.